# Grünstadt
Grünstadt (pronunciación en alemán: /ˈɡʁyːnˌʃtat/ⓘ) es una ciudad alemana sede del Distrito de Bad Dürkheim, en el estado federado de Renania-Palatinado, situada en la región vitivinícola Palatinado.

## Enlaces externos

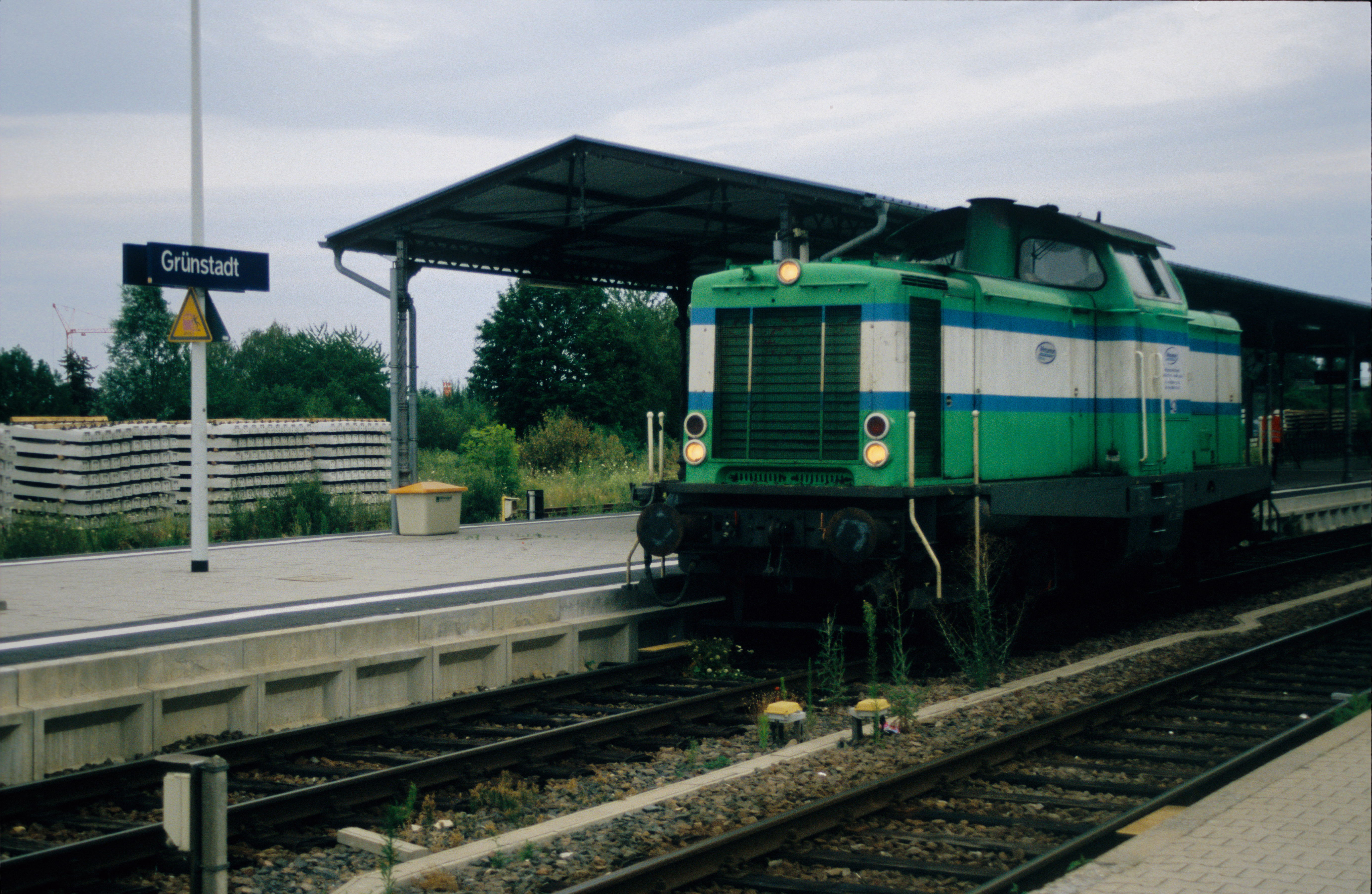
Locomotora 42 del Wincanton Rail en la estación de Grünstadt (Grünstadter Bahnhof) en julio de 2007).